# Slavnica
Slavnica je obec na Slovensku v okrese Ilava.

## Polohopis
Obec leží v Povážském podolí, v podcelku Ilavská kotlina, na pravé nivě Váhu v nadmořské výšce 236 m. Přes Slavnicu protéká Košariský potok. Obec se rozkládá vpravo od silnice II/507 z Nemšové do Pruského, 8 km západně od Ilavy (vzdušnou čarou pouze 3,5 km). Součástí obce jsou místní části Podhorie a Tlstá Hora.

## Dějiny
Slavnica se poprvé písemně zmiňovala v roce 1379, byla majetkem několika zemanských rodin. Místní barokní kaple pochází z 18. století. V obci stojí dvě chráněné lípy malolisté vysoké 23 m, resp. 28 m a s obvodem kmene 327 cm, resp. 510 cm.

## Obyvatelstvo
Etnické složení
V obci tvoří většinu obyvatelstva Slováci (99,53%). Malou menšinu tvoří příslušníci české národnosti (0,35%).
Náboženské složení
V obci žijí převážně příslušníci římskokatolické církve (96,95%). Bez vyznání je pouze 1,06% obyvatel a evangelíků je pouze 0,82%.

## Památky
V obci je několik kaplí. Mezi nejznámější památky však patří jednolodní románský kostelík Stětí svatého Jana Křtitele v Pomínovci (11. - 12. st.). Jde o unikátní dílo, protože na Slovensku jsou pouze tři takové kostelíky. Od roku 1965 je kulturní památkou - koncem léta se k ní koná cyklistická pouť.